# Davit Zirakašvili
Davit Zirakašvili (in georgiano დავით ზირაქაშვილი?; Gamardjveba, 10 ottobre 1983) è un ex rugbista a 15 georgiano, che giocava nel ruolo di pilone. Vanta 53 apparizioni con la maglia della Georgia con cui ha preso parte a tre edizioni della Coppa del Mondo di rugby.

## Biografia
Zirakašvili iniziò la sua attività rugbistica nel RC Rustavi Kharebi, club della città georgiana di Rustavi. Nel 2003, a diciannove anni, si trasferì in Francia nella cittadina di Aubenas dove entrò a far parte del club locale, il Rugby Club Aubenas Vals. Dopo solo un anno fu ingaggiato dal Clermont come rimpiazzo dell'infortunato Martín Scelzo. Successivamente confermato in rosa, nella stagione 2006-2007 conquistò il suo primo titolo con la squadra francese vincendo la Challenge Cup. Tre settimane più tardi disputò, partendo dalla panchina, la finale del campionato francese persa contro lo Stade français. L'annata seguente fu nominato miglior pilone destro del campionato durante la Nuit de rugby, nonostante un'altra sconfitta in finale, questa volta contro il Tolosa. Dopo il terzo insuccesso consecutivo, il Clermont conquistò, al quarto tentativo, il primo titolo di campione di Francia nella sua storia nell'annata 2009-2010; in quell'occasione Zirakašvili divenne il primo rugbista di nazionalità georgiana a vincere tale competizione. Nella stagione 2012-2013 disputò il suo duecentesimo incontro, in tutte le competizioni, per il Clermont in occasione della finale di Heineken Cup persa contro Tolone. Due anni più tardi fu titolare in entrambe le finali, quella di Champions Cup e quella di Top 14, in cui il Clermont fu sconfitto. Nella stagione 2016-2017 disputò la sua terza finale di Champions Cup perdendo anche in questa occasione; si consolò, però, tre settimane dopo con la vittoria del suo secondo campionato francese. L'annata 2018-2019 lo vide conquistare la sua seconda vittoria in Challenge Cup, mentre nella sua settima finale di Top 14 in carriera conobbe un'altra volta l'insuccesso. Annunciato il ritiro al termine della stagione successiva, disputò il suo ultimo incontro professionistico nel febbraio 2020 contro l'Agen, in quanto le competizioni sportive furono poi sospese a causa della Pandemia di COVID-19 del 2019-2021. In sedici anni con il Clermont, Zirakašvili giocò più di trecento partite tra cui ben undici finali che gli valsero due titoli di campione di Francia e due vittorie in Challenge Cup.
Il debutto internazionale di Zirakašvili con la maglia della Georgia avvenne nel 2004 nella sfida contro l'Uruguay valida per l'International Cup. Successivamente, nello stesso anno, esordì anche nel Campionato Europeo contro la Russia. L'anno successivo, nella stessa competizione, segnò la sua prima meta in nazionale contro l'Ucraina. Nel 2007, dopo aver raggiunto la prima vittoria nel Campionato Europeo partecipò alla Coppa del Mondo, nella quale disputò tre incontri della fase a gironi. Nel biennio successivo contribuì alla duplice vittoria nel campionato europeo (2008, 2009). Il 2010 lo vide prendere parte al tour di novembre della sua nazionale dove affrontò Canada e Stati Uniti. Al termine dell'annata fu nominato miglior sportivo georgiano dell'anno. La stagione seguente, dopo la quarta affermazione nel torneo europeo, fu convocato per la Coppa del Mondo di rugby 2011, nella quale giocò tre partite. Tra il 2012 ed il 2015 conquistò altri quattro titoli europei consecutivi. Raggiunse la cinquantesima presenza in nazionale nell'amichevole pre-mondiale del 2015 contro il Giappone. Lo stesso anno fu selezionato per la Coppa del Mondo di rugby 2015, durante la quale giocò il suo ultimo incontro per la Georgia contro la Namibia. Al termine della competizione iridata annunciò, infatti, il suo ritiro dal rugby internazionale.

## Palmarès
- Campionati francesi: 2
Clermont-Auvergne : 2009-10, 2016-17
- Challenge Cup: 2
Clermont-Auvergne : 2006-07, 2018-19
- Campionato europeo : 8
Georgia : 2006-07, 2007-08, 2008-09, 2010-11, 2011-12, 2012-13, 2013-14, 2014-15